# パンとスープとネコ日和
『パンとスープとネコ日和』（パンとスープとネコびより）は、群ようこによる日本の小説、及びそれを原作とする2013年のWOWOWのテレビドラマ。

## 登場人物
アキコ
入社以来編集一筋でやってきたが、突如経理部への異動を打診されたことと、母が急死したことをきっかけに、勤めていた出版社を退職。母が営んでいた食堂を改装し、サンドイッチとスープがメインの店を開店する。
たろちゃん
アキコが拾ったネコ。
カヨコ
アキコの母。大盛りのメニューで学生からも人気のあった「お食事処 カヨ」を営んでいた。

## テレビドラマ
2013年7月21日から8月11日まで、WOWOW「連続ドラマW」枠で放送された。主演は小林聡美、監督は松本佳奈。小林が主演した『かもめ食堂』『めがね』『プール』や、松本が監督を務めた『マザーウォーター』や『東京オアシス』とキャスト・スタッフが共通している。また、『かもめ食堂』と同じく飯島奈美がフードスタイリストを務めている。2014年1月15日にブルーレイとDVDが発売された。

### キャスト
- アキコ - 小林聡美
- しまちゃん（アキコの店の店員） - 伽奈
- たろ（アキコに拾われた猫） - のぶりん
- ヤマダ（生花店の店主） - 光石研
- スダ（駄菓子屋の主人） - 塩見三省
- ママ（「喫茶ハッピー」のママ） - もたいまさこ
- ユキ（「喫茶ハッピー」の店員） - 美波
- 川野 - 浅野和之
- キクチ（アキコの元部下） - 木南晴夏
- カヨコ（アキコの母） - 吉田幸
- 山口先生（料理学校の理事長） - 岸惠子
- ミサト（店の客） - 市川実和子
- タナカ（カヨコの旧友、アキコの父親について話す） - 田根楽子
- フクサコ（住職） - 加瀬亮

- 小さな女の子 - 平岩伽野
- 面接の主婦 - 吉本菜穂子
- 面接の主婦 - 山内ナヲ
- 面接の男性 - 追分史朗
- オジさん風の客 - 小金井宣夫
- 若い母親 - 明星真由美
- 鉢植えの女性 - 平岩紙
- ともちゃん - 敦賀友香
- 居酒屋の店主夫妻 - 粟屋雅之・粟屋まゆ
- バーの店主 - 中村直正
- バーテンダー - 田中健史
- 森康子
- 横尾香代子
- 内田慈

### スタッフ
- 原作 - 群ようこ 『パンとスープとネコ日和』（ハルキ文庫）
- 監督 - 松本佳奈
- 脚本 - カーゴパンツ
- 音楽 - 金子隆博
- 主題歌 - 大貫妙子 「パンとスープとネコ日和」
- エンディングテーマ - 大貫妙子 「この空の下で」（第4話）
- フードスタイリスト - 飯島奈美
- 撮影 - 谷峰登
- 照明 - 斉藤徹
- 録音 - 古谷正志
- 美術 - 松下祐三子
- 装飾 - 西尾共未
- 編集 - 普嶋信一
- 企画 - 高野いちこ
- プロデューサー - 高嶋知美、小室秀一、前川えんま
- 製作著作 - WOWOW